# Католичка црква у Аустрији
Католицизам у Аустрији је део светске католичке цркве у пуном заједништву са папом у Риму. Њиме управља аустријска конференција католичких бискупа, састављена од хијерархије два архиепископа (Беч и Салцбург), бискупа и игумана територијалне опатије у Ветинген Мехрерау. Без обзира на то, сваки бискуп независан је у својој бискупији и одговоран је само папи. Тренутни председник конференције католичких бискупа је кардинал Кристоф Шенборн. Аустријска црква је највеће хришћанско признање Аустрије, са 4,99 милиона чланова (56,0% укупног аустријског становништва).
Међутим, више од педесет година, проценат католика се смањио, пре свега због секуларизације и миграције (са 89% у 1961. на 75% у 2001). Број недељних ходочасника износио је око 6,8 процената (као проценат од укупног становништва Аустрије који је 594.524 црквенослова од укупног становништва од 8.772.865 у 2016. години).
Иако Аустрија нема примата, надбискуп Салцбурга носи титулу Primus Germaniae.

## Организација

### Црквена структура
- Бечка надбискупија са следећим суфраганским епархијама:
  - Римокатоличка епархија Ајзенштат[5]
  - Епархија у Линцу[6]
  - Епархија Санкт Полтен[7]
- Салцбуршка надбискупија са следећим суфраганима:
  - Римокатоличка бискупија из Грац-Сецкауа[8]
  - Римокатоличка бискупија Гурк-Клагенфурт[9]
  - Фелдкирхова епархија[10]
  - Римокатоличка епархија Инзбрук[11]
- Територијална опатија Ветинген-Мехрерау[12] (одмах подложна Светој столици)
- Војни ординаријат Аустрије[13] (одмах подложан Светој столици)

### Списак католичких организација у Аустрији
- Католичка гомила[14]
- Католичка омладина[15]

## Историја
Хришћанство у Аустрији датира готово од апостолских времена раног хришћанства. Почеци католицизма сешу још од пре великог раскола. Већ од времена велике поделе, Аустрија је била земља наклоњена католицизму. Појава протестантизма оставила је трага и у Аустрији па се део католика приклонио протестантизму.
Кроз историју су бискупи и апостолски администратори у Аустрији били и припадници других нација међу њима и из Хрватске.

## Број верника
Подаци које наводи ЦИА за 2001. годину говоре о 73,8% католика у Аустрији, од чега је 73,6% римокатолика, а 0,2% осталих католика.

## Црквена управна организација
Аустријом се простире неколико бискупија, од којих је неколико насловних.

## Критика

### Позив у организацију непослушности
Организација Позив на непослушност је аустријски покрет који се углавном састоји од католичких свештеника дисидента који је започет 2006. године. Покрет тврди да подржава већину аустријских католичких свештеника и залаже се за одредбе (не) удатих жена. Омогућавајућу причешће да би се жене развеле и поново удале. Група, такође, верује да је начину на ком се управља црквом потребна реформа.

## Угледни људи
- Волфганг Амадеус Моцарт
- Леополд III, маркгроф Аустрије
- Грегор Мендел